# IAESTE
The International Association for the Exchange of Students for Technical Experience (IAESTE) – międzynarodowa organizacja prowadząca program wymiany zagranicznych praktyk zawodowych dla studentów kierunków technicznych.
Jest to organizacja działająca w ponad 80 krajach całego świata, istniejąca od 1948 roku, niezależna, apolityczna, non-profit współpracująca z UNESCO, ONZ, UE oraz wieloma organizacjami edukacyjnymi. Rocznie IAESTE wysyła na praktyki około 4500 studentów.

## Historia
IAESTE zostało założone w 1948 roku w londyńskim Imperial College w celu integracji i promowania międzynarodowego zrozumienia po II wojnie światowej. Zainicjowane przez Imperial College Vacation Work Committee, spotkanie przedstawicieli 10 krajów (Belgia, ówczesna Czechosłowacja, Dania, Finlandia, Francja, Holandia, Norwegia, Szwecja, Szwajcaria, Wielka Brytania), pod kierownictwem Jamesa Newby’ego, pierwszego Sekretarza Generalnego IAESTE, rozpoczęło program prowadzony dziś w 83 krajach na całym świecie. Od 2005 roku – IAESTE a.s.b.l. jest stowarzyszeniem zarejestrowanym w Luksemburgu. Dotychczas zagraniczne praktyki odbyło 300 000 studentów.
Polski Komitet Narodowy działa od 1957 roku, zapoczątkowany na Politechnice Warszawskiej przez profesora Janusza Tymowskiego, jako część Związku Studentów Polskich. Pełne członkostwo w IAESTE uzyskał podczas konferencji w 1959 roku. Obecnie pod względem ilości wymienionych ofert praktyk (ok. 400-rocznie) jest na drugim miejscu na świecie. Zrzesza około 500 polskich studentów przy 12 uczelniach wyższych, corocznie wysyła 300 studentów na praktyki zagraniczne.

## Międzynarodowa struktura organizacji
IAESTE zrzesza Komitety Narodowe ok. 90 krajów świata, reprezentujące wspólne interesy społeczności akademickiej, studenckiej oraz sfery gospodarczej.
Za koordynację części administracyjnej stowarzyszenia odpowiada Sekretarz Generalny, wybierany na dwuletnią kadencję. Sekretarz Generalny odpowiada przed Konferencją Generalną (ang. General Conference, GC), podejmującą najważniejsze decyzje w IAESTE, zgodne z jej celami i założeniami, złożoną z Sekretarzy Narodowych każdego z krajów członkowskich. Konferencja Generalna spotyka się corocznie w styczniu.
Zarząd stowarzyszenia składa się z Sekretarza Generalnego oraz 4 członków, jest wykonawcą decyzji podjętych przez Konferencję Generalną, odpowiada za inicjowanie działań wspierających organizację i zarządzanie nią. Aktualnie funkcje Sekretarza Generalnego sprawuje Bernard Baeyens.

## Struktura IAESTE Polska
W Polsce działa 12 komitetów lokalnych:
- IAESTE Gdańsk (Politechnika Gdańska) https://www.facebook.com/iaestegdansk/
- IAESTE Gliwice (Politechnika Śląska) https://www.facebook.com/IAESTEGliwice/
- IAESTE AGH Kraków (Akademia Górniczo-Hutnicza) www.agh.iaeste.pl
- IAESTE Politechnika Krakowska (Politechnika Krakowska) https://www.facebook.com/IAESTE.CracowPK/
- IAESTE Łódź (Politechnika Łódzka) https://www.facebook.com/iaeste.tul/
- IAESTE Uniwersytet Łódzki (Uniwersytet Łódzki) https://www.facebook.com/IAESTEunilodz/
- IAESET UMED Łódź (Uniwersytet Medyczny w Łodzi) https://www.facebook.com/IAESTEUMED/
- IAESTE Poznań (Politechnika Poznańska) https://www.facebook.com/IAESTEPoznan/
- IAESTE Rzeszów (Politechnika Rzeszowska) https://www.facebook.com/IaesteRzeszow/
- IAESTE Szczecin (Zachodniopomorski Uniwersytet Technologiczny) https://www.facebook.com/IAESTE.Szczecin/
- IAESTE Warszawa (Politechnika Warszawska) https://www.facebook.com/IAESTEWarszawa/
- IAESTE Wrocław (Politechnika Wrocławska) https://www.facebook.com/IAESTE.Wroclaw/

Najwyższym organem władzy stowarzyszenia jest Zjazd Delegatów, złożony z przedstawicieli (Prezesów) wszystkich komitetów lokalnych w Polsce.
Za koordynację i kierowanie stowarzyszeniem odpowiada Zarząd Stowarzyszenia, będący jego władzą wykonawczą. Zarząd IAESTE Polska wybierany jest na roczną kadencję, składa się z Prezesa (Prezydenta IAESTE Polska), Wiceprezesa (Sekretarza Narodowego IAESTE Polska), Skarbnika Stowarzyszenia oraz maksymalnie dwóch Członków Zarządu.
Praca Zarządu jest kontrolowana przez 4-osobowy Komitet Doradczy.
Za proces wymiany praktyk odpowiedzialny jest Koordynator Wymiany.

## Główne cele IAESTE Polska
- promowanie międzynarodowego zrozumienia i dobrej woli wśród społeczności akademickiej, przedsiębiorstw i szerszej społeczności
- przyjmowanie za niedopuszczalne jakichkolwiek przejawów dyskryminacji na tle rasowym, płciowym, czy kulturowym wśród członków IAESTE Polska oraz potępianie tego typu przypadków w społeczeństwie Polski i w społeczeństwie międzynarodowym
- oferowanie studentom praktyk zgodnych z kierunkiem i zaawansowaniem ich studiów oraz oferowanie pracodawcom, zgodnie ze zgłoszonym przez nich zapotrzebowaniem, wyselekcjonowanych studentów
- podwyższanie kwalifikacji zawodowych oraz organizacyjnych osób uczestniczących w programach i projektach IAESTE
- integracja społeczności akademickiej i inspirowanie studentów do podejmowania działań dla dobra tej społeczności
- działanie dla dobra polskich pracodawców i integrowanie ich ze społecznością akademicką

## Sposób realizacji celów
- prowadzenie wymiany praktyk zagranicznych w ramach międzynarodowego programu
- krajowe i międzynarodowe projekty edukacyjne
- koordynacja działalności jednostek terenowych – komitetów lokalnych, wspieranie ich i aktywowanie

## Komitety Narodowe IAESTE
- Argentyna
- Armenia
- Australia
- Austria
- Białoruś
- Belgia
- Bośnia I Hercegowina
- Botswana
- Brazylia
- Chiny
- Chorwacja
- Cypr
- Czarnogóra
- Czechy
- Dania
- Ekwador
- Egipt
- Filipiny
- Finlandia
- Francja
- Ghana
- Grecja
- Hiszpania
- Holandia
- Islandia
- Indie
- Indonezja
- Iran
- Irlandia
- Izrael
- Jamajka
- Japonia
- Jordania
- Kanada
- Kazachstan
- Kenia
- Kolumbia
- Korea Południowa
- Liban
- Liberia
- Litwa
- Luksemburg
- Łotwa
- Macedonia
- Malezja
- Malta
- Meksyk
- Mongolia
- Niemcy
- Nigeria
- Norwegia
- Oman
- Pakistan
- Panama
- Peru
- Polska
- Portugalia
- Republika Południowej Afryki
- Rumunia
- Rosja
- Serbia
- Sierra Leone
- Słowacja
- Słowenia
- Sri Lanka
- Stany Zjednoczone Ameryki
- Szwecja
- Szwajcaria
- Syria
- Tadżykistan
- Tanzania
- Tajlandia
- Tunezja
- Turcja
- Ukraina
- Uzbekistan
- Węgry
- Wielka Brytania
- Wietnam
- Włochy
- Zachodni Brzeg Jordanu
- Zjednoczone Emiraty Arabskie